# Rosencrantz és Guildenstern
Rosencrantz és Guildenstern William Shakespeare Hamlet, dán királyfi című tragédiájának szereplői. A király két udvaronca, kiknek feladata az volt, hogy Hamlet után kémkedjenek, mindezt úgy tudták kivitelezni, hogy barátságot mímelve elnyerték a dán királyfi bizalmát. A szereplőket később több szerző és életre hívta. így például W. S. Gilbert a Rosencrantz and Guildenstern című szatírájában, vagy Tom Stoppard abszurd darabjában, a Rosencrantz and Guildenstern halottban. A két karakter ezekben a feldolgozásokban központi szereplőként vesz részt a cselekményben.
Rosencrantz ('rózsafüzér') és Gyldenstjerne/Gyllenstierna ('arany csillag') tizenhatodik századi dán és svéd nemesi családok neve. Feljegyzések szerint az 1596-os koronázási ünnepségen a megjelenő arisztokraták egy tizede viselte a két családnév valamelyikét. James Voelkel szerint a szereplőket Frederick Rosenkrantzról és Knud Gyldenstierne-ről nevezték el, akik Tycho Brahe unokatestvérei voltak, s 1592-ben Angliába utaztak.

## ShakespeareHamletje
A Hamlet szereplőinek túlnyomó többségét antik nevekkel ruházta fel a szerző, ellentétben Rosencrantz-cal és Guildensternnel, akik hagyományosan dán neveket kaptak. Ezen nevek igen népszerűek voltak II. Frigyes és IV. Keresztély udvarában csakúgy, mint a Wittenbergi Egyetemen, az intézményben, ahol Hamlet figurája is tanult. (Úgy hivatkozik rájuk Hamlet, mint volt iskolatársaira).
A Hamletben Rosencrantz és Guildenstern először a második felvonás második színében tűnik fel, ahol is megpróbálnak gyermekkori barátjuk, Hamlet bizalmába férkőzni. A finom, modoros nyelvezet, melyet használnak, azonnal hízelkedő talpnyaló színében tünteti fel őket. A valóságban azonban ők a romlott Claudius király parancsára kémkednek a dán királyfi, a király unokaöccse után. Claudius, aki testvérgyilkosság árán szerezte meg a trónt, folyton figyelemmel kísérte a törvényes örökös ténykedését. Hamlet jó barátként köszönti a két udvaroncot, de közben átlát álcájukon. Hamletnek rá kell jönnie, hogy Horatio kivételével nincs valódi szövetségese.

## Gilbert: Rosencrantz és Guildenstern
W. S. Gilbert darabja (1874) vígjáték, melyben Rosencrantz és barátja, Guildenstern azt tervezi, hogyan szabadulhatnak meg Hamlettől, hogy Rosencrantz feleségül vehesse Opheliát. Rájönnek, hogy Claudius írt egy darabot, mely mű olyan kínosan rosszul sikerült, hogy a király elrendeli: aki akár csak említést is tesz róla, az a halál fia. Rosencrantz és Guildenstern megszerzik a kéziratot, majd meggyőzik Hamletet, hogy adja elő a darabot. Hamlet így is tesz, ezért Claudius kivégeztetné, ám később mégis inkább Angliába száműzi. Így Rosencrantz és Ophelia egymáséi lehetnek.

## Stoppard: Rosencrantz és Guildenstern halott
Tom Stoppard feldolgozásában főszereplőkként szinte bénultan élik át a Hamlet történéseit, és láthatóan külső szemlélőként gondolnak magukra, nem érzik át saját jelentőségüket az események sodrában. A darab alapvetően vígjáték, de mély filozófiai kérdéseket feszeget, miközben a két főszereplő látszólag céltalanul bolyong az eredeti darab díszletei között. Rosencrantz a filmadaptáció során felfedezi többek között a gravitációt, a valószínűségszámítás elméletét, valamint a hamburgert, ám hosszú távon nem időznek el egyetlen jelenség megfejtésén sem. A darab során változik a szerepük is, olykor egyikük a felvilágosultabb, később a másik, a darab során még a saját identitásukat is elveszítik, maguk sem tudják, melyikük Rosencrantz és Guildenstern.